# استرداد الملكية (إسكتلندا)

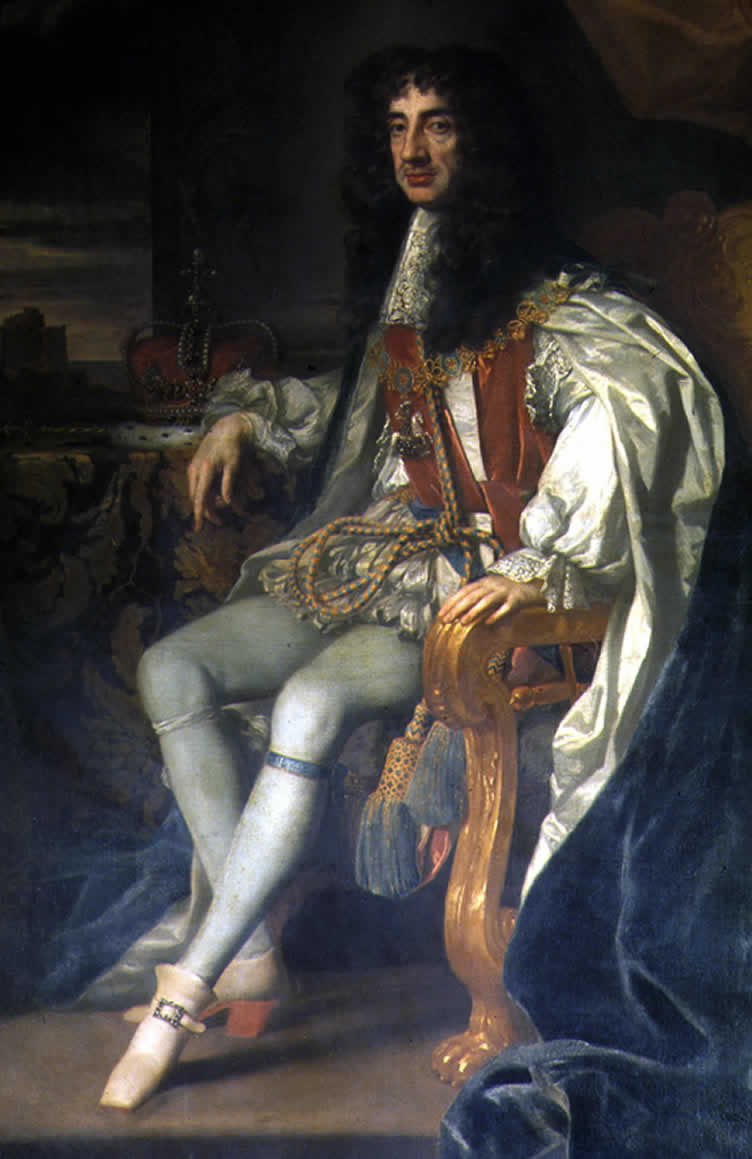
استعاد تشارلز الثاني العرش في 1660

استرداد الملكية هو عودة الملكية إلى اسكتلندا في عام 1660 بعد فترة الكومنولث، والعقود الثلاثة اللاحقة في التاريخ الإسكتلندي حتى الثورة المجيدة ومؤتمر الطبقات لعام 1689. كان هذا الاسترداد جزءًا من الاسترداد الأوسع في الجزر البريطانية، إذ تضمن عودة سلالة ستيوارت إلى عروش إنجلترا وأيرلندا في شخص تشارلز الثاني.
بصفته قائدًا عسكريًا لأكبر قوة مسلحة في الكومنولث، لعب جورج مونك -الحاكم العام في اسكتلندا- دورًا كبيرًا في استرداد الملكية لتشارلز الثاني، الذي أُعلن ملكًا في إدنبره في 14 مايو 1660. كان هناك عفو عام عن الجرائم خلال حروب الممالك الثلاث، ولكن استُثني أربعة أشخاص ونُفّذ حكم إعدامهم. بموجب التسوية السياسية النهائية، استعادت اسكتلندا نظامها المستقل في القانون والبرلمان وكيرك، واستعادت أيضًا لوردات القانون والأساقفة، ولديها الآن ملك لم يزر البلاد وحكم إلى حد كبير دون الرجوع إلى البرلمان عبر سلسلة من المفوضين. بدأت هذه مع إيرل ميدلتون وانتهت بشقيق الملك ووريثه جيمس دوق يورك. أدى استرداد الأسقفية الاسكتلندية إلى سلسلة من النزاعات بين المشيخيين وأساقفة المؤسسة الأسقفية، بلغت ذروتها في اضطهاد فترة القتل.
توفي تشارلز في عام 1685 وخلفه شقيقه دوق يورك باسم جيمس السابع ملك اسكتلندا وجيمس الثاني ملك إنجلترا. نجا من محاولات التمرد، لكنه أبعد الكثيرين من الأمة السياسية بسبب كاثوليكيته وسياساته. عندما غزا وليام الهولندي -الصهر البروتستانتي لجيمس- إنجلترا في عام 1688، هرب جيمس وسيطر وليام وزوجته على العرش باسم ويليام الثاني وماري الثانية. دعا وليام إلى عقد مؤتمر اسكتلندي هيمن عليه المشيخيون. عرض المؤتمر على وليام وماري تولي العرش، وبعد هزيمة أنصار جيمس تم إلغاء الأساقفة وعاد النظام المشيخي إلى كيرك.
كانت الظروف الاقتصادية في هذه الفترة مواتية بشكل عام، على الرغم من أن استرداد الاستقلال الإسكتلندي أعاد الحدود الاقتصادية مع إنجلترا والرسوم الجمركية الإنجليزية. شهد استرداد الملكية أيضًا استعادة النبلاء للسلطة السياسية، على الرغم من أنهم ربما مارسوا سلطتهم بحذر أكبر. وشهد أيضًا صعود الليردات الذين استمروا في اكتساب سلطات سياسية محلية جديدة. كانت هناك محاولة لإعادة المسرح إلى اسكتلندا، التي عانت من عدم وجود محكمة وعداء موجّه للكيرك. شهد الاسترداد إدخال نمط من المنازل الريفية بين النبلاء الاسكتلنديين الذين شجعوا على اعتماد هندسة موجهة نحو الترفيه. كما هو الحال في إنجلترا، هيمن المهنيون الأجانب على النحت. أنتجت اسكتلندا بعض الفنانين البارزين وزارها أيضًا العديد من الفنانين القاريين المهمين. شهدت الفترة بين عامي 1679 و 1689 إنشاء العديد من المؤسسات التي أصبحت مهمة في الحياة الثقافية والفكرية الاسكتلندية.

## خلفية: الحروب الأهلية والكومنولث
في عام 1638، أدت الإصلاحات التي فرضها تشارلز الأول على كنيسة اسكتلندا أو كيرك إلى حروب الأسقف، وهي الأولى في سلسلة من الحروب التي وقعت بين عامي 1638 إلى 1651 المعروفة باسم حروب الممالك الثلاث. سيطر المعاهدون على الحكومة وظلوا في البداية محايدين عندما بدأت الحرب الأهلية الإنجليزية الأولى في عام 1642. ومع ذلك، كان العديد من الاسكتلنديين قلقين من عواقب الانتصار الملكي على كيرك واعتبروا الاتحاد مع إنجلترا أفضل طريقة لضمان بقائها. في أكتوبر 1643، وقّع البرلمان الإنجليزي على التحالف والعهد الرسمي، والذي وافق على الاتحاد مقابل الدعم العسكري الإسكتلندي.
رفض الملكيون والمعتدلون في كلا البلدين هذا على أسس قومية، ورفضه المستقلون المتدينون مثل أوليفر كرومويل، الذي عارض أي كنيسة تديرها الدولة. اعتبر المعاهدون وحلفاؤهم الإنجليز الجيش النموذجي الجديد الذي يسيطر عليه المستقلون تهديدًا أكبر من الملكيين، وعندما انتهت الحرب الأهلية الأولى في عام 1647، تفاوضوا لإعادة تشارلز إلى السلطة. في المقابل، وافق تشارلز على فرض المشيخية في إنجلترا وقمع المستقلين لكنه رفض أن يصبح مشيخيًا. أدى هذا إلى انقسام المعاهدين إلى المتحالفين، الذين كانوا على استعداد لقبول ذلك، وحزب كيرك أو الويغامور الذين لم يقبلوا بذلك. بعد انتصار كرومويل في الحرب الأهلية الإنجليزية الثانية، قام بتنصيب حزب كيرك كحكومة اسكتلندا التي طردت بعد ذلك المتحالفين من الجمعية العامة.
انتهى هذا التحالف بإعدام تشارلز في يناير 1649؛ ولأن الكالفنيين والمتحالفين وحزب كيرك اعتبروا الملكية أمرًا إلهيًا، نظروا إلى هذا الفعل كضرب من التجديف. في فبراير، أعلن الاسكتلنديون تشارلز الثاني ملكًا على اسكتلندا وبريطانيا العظمى ووافقوا في معاهدة بريدا على إعادته إلى العرش الإنجليزي. في المقابل، وافق على العهد وأُجبر على التبرؤ من تمرّد القائد الملكي مونتروز، الذي أُلقي القبض عليه وتم إعدامه. لم ينس تشارلز هذا الإذلال أبدًا.
بعد انتهاء الحرب الأهلية الإنجليزية الثالثة بالهزيمة في عام 1651، قرّر كرومويل أن الطريقة الوحيدة لضمان السلام هي بتدمير قوة كيرك والنخبة الاسكتلندية. اعتمد جزء من الحل على جعل اسكتلندا جزءًا من كومنولث إنجلترا واسكتلندا وأيرلندا، مع وجود ممثلين اسكتلنديين في برلمان لندن. تأخر التصديق النهائي على الشروط بسبب مشاكل كرومويل مع برلماناته العديدة ولم توضع الصيغة النهائية للاتحاد بشكل قانوني حتى عام 1657. حُكمت اسكتلندا من قبل إدارة عسكرية بقيادة جورج مونك، والتي تمكنت من فرض القانون والنظام ودرجة من التسامح الديني. ومع ذلك، لقد تمكّنت من فعل ذلك بتوظيف القضاة الإنجليز، بدلًا من تطبيق قانون الاسكتلنديين، بالإضافة إلى كونه مكلفًا، كان غير شعبي في كلتا المملكتين.
على عكس إنجلترا، انتمى 95% من الاسكتلنديين إلى كيرك وتشاركوا نفس العقيدة الكالفينية؛ دار الصراع في المقام الأول على الحكم، إذ طرد المنتصرون خصومهم. انقسمت الجمعية العامة بين المؤيدين لقرار إبطال القانون، الذين كانوا موافقين على عودة المتحالفين والملكيين السابقين، والمحتجّين عليه الذين رفضوا عودتهم. بعد هزيمة تمرد غلينكيرن الملكي في عام 1654، وسّعت إدارة مونك عمدًا الانقسامات داخل كيرك؛ هيمنت الآثار على الحياة السياسية الاسكتلندية خلال فترة الاسترداد وما بعدها، إذ عاد أولئك الذين طُردوا سابقًا إلى السلطة وأبعدوا خصومهم.